# Odontamblyopus tenuis
Odontamblyopus tenuis är en fiskart som först beskrevs av Day, 1876.  Odontamblyopus tenuis ingår i släktet Odontamblyopus och familjen smörbultsfiskar. Inga underarter finns listade i Catalogue of Life.